# Salvia brachyodon
Salvia brachyodon là một loài thực vật có hoa trong họ Hoa môi. Loài này được Vandas miêu tả khoa học đầu tiên năm 1889.